# Citroën Type B14-B18
La B14 è un'autovettura di fascia medio-alta prodotta alla fine degli anni venti dalla casa francese Citroën.

## Profilo

### Caratteristiche
La B14 nacque per sostituire la B12: lanciata al salone dell'automobile di Parigi nell'ottobre del 1926, la B14, rispetto alle sue antenate, si basava su un progetto completamente nuovo, che utilizzava un telaio alleggerito ed opportunamente rinforzato per mantenerne la rigidità. Cresciuta anche in lunghezza, la B14 puntava come le sue antenate ai ceti medio-alti, forte delle doti di robustezza, economia ed affidabilità che hanno sempre caratterizzato le vetture della Casa francese. A differenza dei modelli che l'avevano preceduta, però, la B14 si propose come vettura dalle finiture più accurate, più elegante e lussuosa, tanto da risultare di una fascia superiore rispetto alle varie B12, B10 e B2. Esternamente, la B14 si distingueva dai modelli precedenti per la sua calandra completamente piatta, a differenza delle precedenti calandre piegate leggermente a V.
La B14 era spinta da un motore a 4 cilindri da 1583 cm³ di cilindrata, in grado di erogare 22 CV a 2300 giri/min. Rispetto ai precedenti modelli, la B14 migliora leggermente nell'erogazione della coppia motrice, poiché mantiene la stessa potenza a fronte di una cilindrata maggiore, e quindi migliorano i consumi e la ripresa dai bassi regimi. Anche l'impianto frenante è stato migliorato, avvalendosi ora di tamburi sulle quattro ruote, e non più, come avveniva prima, di tamburi all'avantreno più un solo tamburo che agiva sulla trasmissione. La velocità massima raggiungibile dalla B14 era di 80 km/h.

### Carriera commerciale
La B14 fu resa disponibile fin da subito nelle carrozzerie berlina, torpedo, cabriolet o anche landaulet o coupé de ville. La landaulet era disponibile unicamente in allestimento taxi, ma anche le limousine potevano essere ordinate con tale allestimento. Presenti in listino anche le versioni per trasporto merci, ossia la torpedo commerciale e la camionetta Normande. Inizialmente fu prevista anche una versione coach, che però non giunse mai alla produzione in serie. In seguito, nel marzo 1927, la B14 divenne B14F e fu equipaggiata da un servofreno Westinghouse a depressione. Contemporaneamente, la B14F venne ottimizzata sul piano motoristico mediante un trattamento volto ad impedire l'eccessiva usura e l'ovalizzazione dei cilindri, un problema riscontrato talvolta in alcuni motori delle primissime B14.
Al Salone di Parigi del 1927, la B14F venne sostituita dalla B14G, che meccanicamente era quasi identica alla B14F, ma che si distingueva esteticamente per il padiglione meno spigoloso. La gamma di carrozzerie disponibili si estese notevolmente, arrivando a comprendere ben 14 versioni, di cui ben quattro cabriolet differenti. Tra le novità più interessanti vi fu l'arrivo di una versione familiale realizzata a partire dal telaio a passo lungo della camionetta B15, a sua volta derivata dalle prime B14. Questa versione era caratterizzata appunto da un interasse allungato di ben 18 cm (da 2,87 a 3,05 metri). Un'altra novità fu anche l'arrivo di una versione landaulet per uso privato e non più solo taxi. A partire al febbraio 1928, poi, la gamma si arricchì ulteriormente con l'arrivo di una berlina declinata in due allestimenti. Alcune fonti dichiarano inoltre che nella gamma B14 va compresa una torpedo sportiva tipo Caddy, sulla falsariga delle omonime torpedo Sport su base B2. Ma altre fonti sono più propense a sostenere il contrario, dal momento che tale versione non figura nei listini ufficiali della Casa francese.
In quasi due anni di produzione arrivò a quasi 120.000 esemplari prodotti, un record per la casa francese che confermò la sua posizione di maggior costruttore europeo.
Nell'ottobre 1928 la B14 fu tolta di produzione, per essere rimpiazzata dalla AC4.

### Modelli derivati

#### LaB15

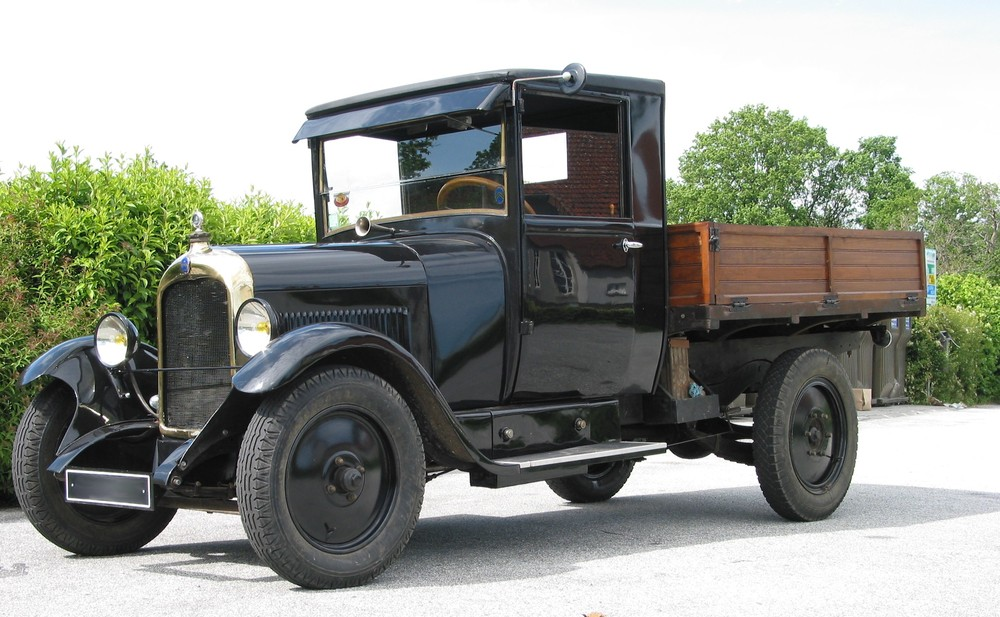

Già accennata in precedenza, la B15 fu una camionetta realizzata a partire dal telaio delle prime B14 senza servofreno. Rispetto a queste ultime, il passo venne allungato di 18 cm, una soluzione che, come già visto, verrà ripresa anche nelle B14G Familiale del 1927. La portata massima di questa camionetta era di 1000 kg: per meglio reggere il carico sull'assale posteriore, il telaio venne rinforzato rispetto alle autovetture da cui era derivato e vennero inoltre utilizzate ruote e pneumatici differenti fra avantreno e retrotreno. Anteriormente erano presenti cerchi da 13x45, mentre al retrotreno erano montati cerchi da 6.00x20. Inoltre il motore era provvisto di un sistema di regolazione atto ad evitarne l'imballamento mentre si percorrevano dei tratti in discesa. Il B18 venne previsto in diversi allestimenti (tra cui una versione pick-up, una come camion dei pompieri ed un'altra persino come carro funebre) e durante la sua carriera commerciale, protrattasi anch'essa fino al 1928, beneficiò di tutti gli aggiornamenti tecnici previsti per le B14. In totale furono prodotti 12.566 esemplari di B15.

#### LaB18
Nel 1927 la casa di quai de Javel ricevette un ordine di 1.200 esemplari di B14G da parte di alcuni Paesi dell'Estremo Oriente: questi esemplari dovevano essere modificati secondo le specifiche dettate da questi Paesi. Tra queste specifiche, una delle più rilevanti fu l'allargamento delle carreggiate, reso necessario per uniformarsi alle misure delle vetture americane, da tempo utilizzate da questi Paesi su strade spesso dissestate nelle quali tali modelli avevano già scavato solchi di una certa larghezza con le loro ruote e ai quali anche queste Citroën dovevano adattarsi. Purtroppo, quando questo lotto di vetture venne quasi ultimato, l'ordine venne cancellato e gli esemplari così allestiti vennero gradualmente venduti nel mercato francese con la sigla B18, non solo i 1.200 esemplari inizialmente preparati, ma anche altri 4.500 esemplari. Un centinaio di questi esemplari vennero acquistati dall'esercito francese. In totale furono quindi 5.707 gli esemplari di B18 prodotti.